# Fattore di crescita insulino-simile

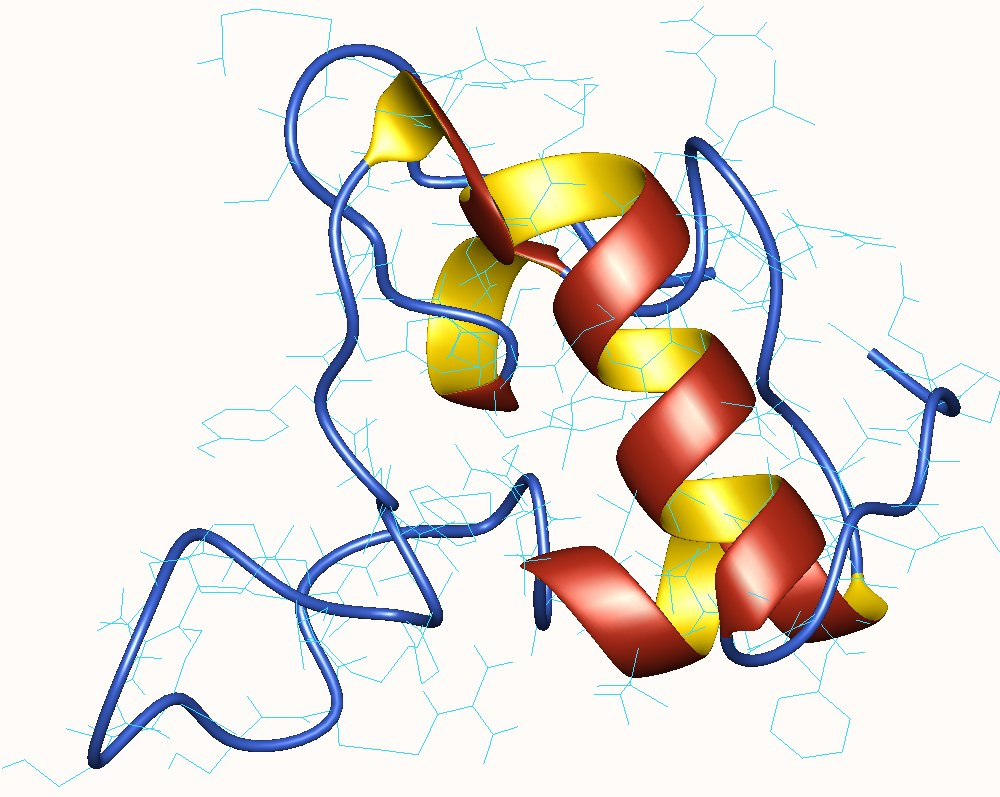
Somatomedine C, Human.

I fattori di crescita insulino-simili, noti anche come IGF (sigla di insulin-like growth factor) o somatomedine, sono un gruppo di ormoni peptidici dalle proprietà anaboliche, prodotti principalmente dal fegato e in minor quantità dai condroblasti differenziati, sotto lo stimolo dell'ormone della crescita (GH) prodotto dall'ipofisi. Ne esistono due isoforme. 
- IGF-1 (somatomedina C o SM-C) è massimo in pubertà e diminuisce con la vecchiaia. Esso è strettamente GH dipendente.
- IGF-2 (somatomedina A o SM-A) è presente soprattutto nella vita fetale, ed è solo parzialmente GH dipendente.

I fattori di crescita simili all'insulina (IGF) sono proteine con un'alta somiglianza di sequenza all'insulina. L'IGF fanno parte di un sistema complesso che le cellule usano per comunicare con il loro ambiente fisiologico. Questo complesso sistema (spesso chiamato "asse" IGF) è costituito da due recettori di superficie cellulare (IGF1R e IGF2R), due ligandi (fattore di crescita insulino-simile 1 IGF-1 e fattore di crescita insulino-simile 2 IGF -2), una famiglia di sei proteine leganti l'IGF ad alta affinità (IGFBP-1 a IGFBP-6), nonché gli enzimi degradanti associati all'IGFBP, definiti collettivamente come proteasi.

## Descrizione
Le somatomedine sono i mediatori dell'ormone della crescita (GH) sull'osso, cartilagine, muscolo scheletrico, pelle, cervello, midollo osseo e in generale stimolano la proteosintesi. A livello dell'osso stimolano la sintesi di aggrecano, collagene di tipo VI e IX, proteine di legame e la proliferazione cellulare; a livello di altri organi o tessuti stimolano la proteosintesi, la sintesi di DNA e RNA, l'aumento del numero e della dimensione cellulare.
Al contrario del GH, l'IGF-1 diminuisce l'insulinoresistenza e diminuisce le possibilità di avere diabete mellito di tipo 2 e pancreatiti.
L'IGF-1 è fondamentale per immagazzinare i ricordi e farli rimanere più a lungo stimolando le connessioni interneuronali, migliorando quindi la memoria.
I motoneuroni sembrano essere protetti dall'IGF-1. È stato visto infatti che le malattie neurodegenerative si accompagnano spesso a carenza di somatotropina e IGF-1 e che l'uso di IGF-1 stimola le connessioni neuronali, inibisce la morte dei neuroni e in generale dà grandi benefici ai malati di malattie neurodegenerative compresa la SLA. Attualmente il più grande ostacolo terapeutico a questo approccio è il costo di quest'ormone proteico.
Sebbene le cellule cancerose usino anche IGF-1 per crescere e sebbene i tessuti cancerosi abbiano una maggiore quantità di recettori per quest'ormone, i malati di cancro non hanno maggiori livelli di IGF-1 rispetto ai sani e questi non possono essere utilizzati come fattori di rischio o come marker tumorali.
Sebbene le proprietà anaboliche vengano attribuite al GH, è in realtà l'IGF-1 l'ormone anabolico che esegue questo compito. Questa caratteristica viene erroneamente considerata ad opera del GH, poiché l'IGF-1 è strettamente dipendente dalla sua produzione.. Infatti il GH di per sé è un ormone lipolitico e iperglicemizzante, e può essere secreto anche senza mediare la produzione di IGF, e quindi senza favorire la crescita cellulare. L'IGF-1 è un ormone importantissimo anche negli adulti, infatti se carente (soprattutto in presenza di una concomitante carenza di testosterone) aumentano la mortalità e le possibilità di collasso cardiocircolatorio.
Inizialmente erano state classificate tre tipi di somatomedine, la somatomedina A, B, e C. L'appartenenza della somatomedina B alle somatomedine è stata poi ritrattata, poiché pur presentando alcune proprietà delle altre sue simili, non stimolava l'incorporazione del solfato nelle cartilagini. La sua azione dimostrata sulle cellule della glia è stata poi attribuita a contaminazione da parte di un altro fattore di crescita, l'EGF (Epidermal Growth Factor o Fattore di crescita dell'epidermide), facendo sì che il termine somatomedina B venisse abbandonato.